# Xã Silver Creek, Quận Lake, Minnesota
Xã Silver Creek (tiếng Anh: Silver Creek Township) là một xã thuộc quận Lake, tiểu bang Minnesota, Hoa Kỳ. Năm 2010, dân số của xã này là 1.138 người.